# Tureni, Cluj
Tureni (în maghiară Tordatúr) este satul de reședință al comunei cu același nume din județul Cluj, Transilvania, România.

## Denumirea
O ipoteză recentă leagă numele comunei actuale de villa rustica unui veteran roman purtând numele de Turranius (numele este confirmat în diverse lucrări, inclusiv în articolul "Cu privire la administrarea salinelor din Dacia Romană", publicat de Doina Benea în Analele Banatului, S.N., Arheologie-Istorie, anul XV, 2007).

## Lăcașuri de cult

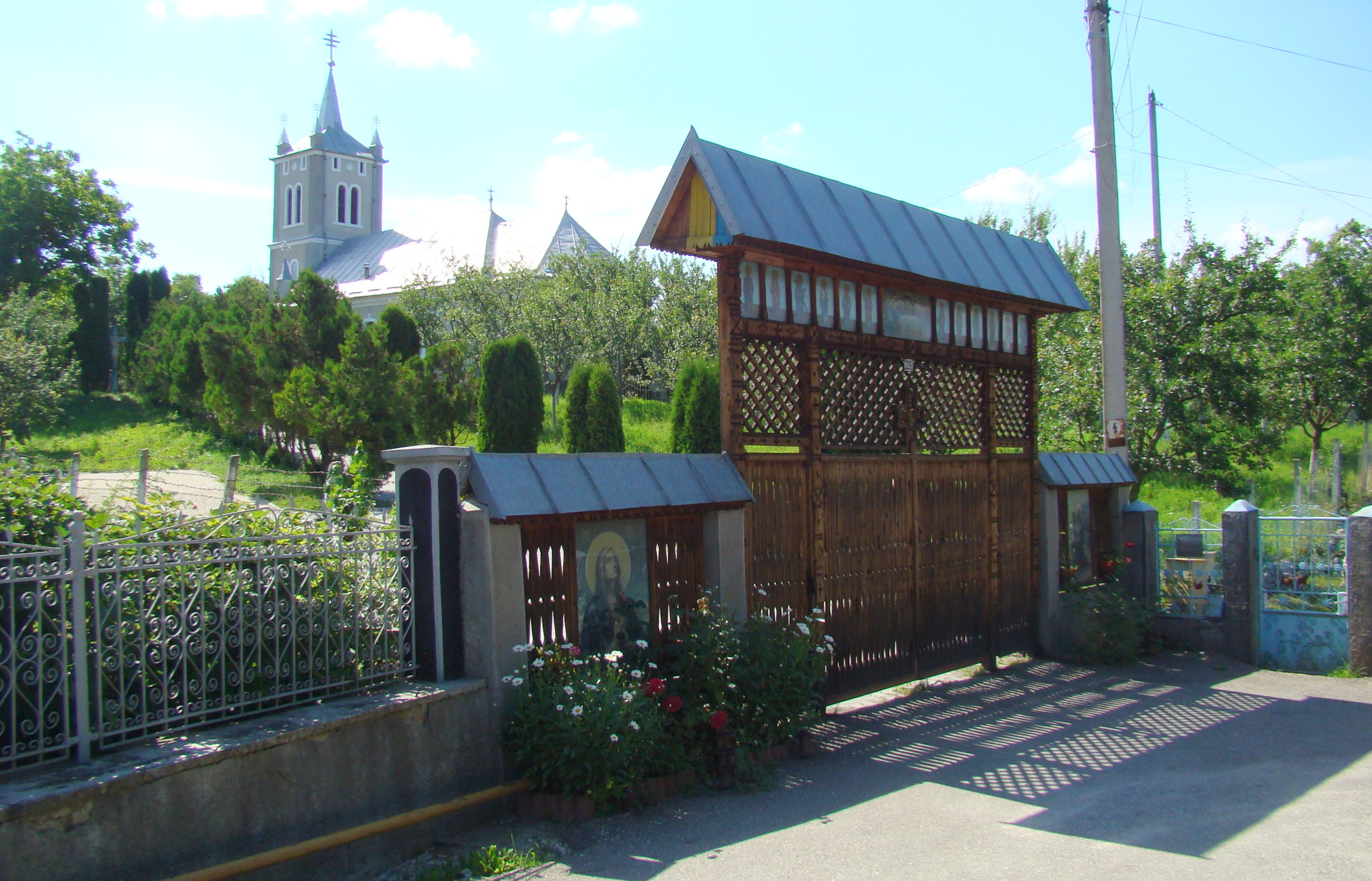
Biserica greco-catolică din anul 1881 (ortodoxă din 1948)

Actuala biserică ortodoxă din Tureni a fost construită în anul 1881 ca biserică greco-catolică. Materialele folosite au fost piatra și cărămida, iar acoperișul este de tablă zincată. Biserica are hramul „Sfânta Treime”. Lăcașul de cult a fost pictat între anii 2003-2004 de către preotul pictor Tuluc Damian. Iconostasul bisericii a fost sculptat în lemn de vișin de Gheorghe Căienar din Cluj. Biserica a fost sfințită în data de 11 iulie 1999, ierarhul care a sfințit-o fiind Preasfințitul Irineu Bistrițeanul, atunci episcop vicar al Arhiepiscopiei Vadului, Feleacului și Clujului.

## Obiective turistice
- Cheile Turului (Cheile Turenilor).

## Galerie de imagini

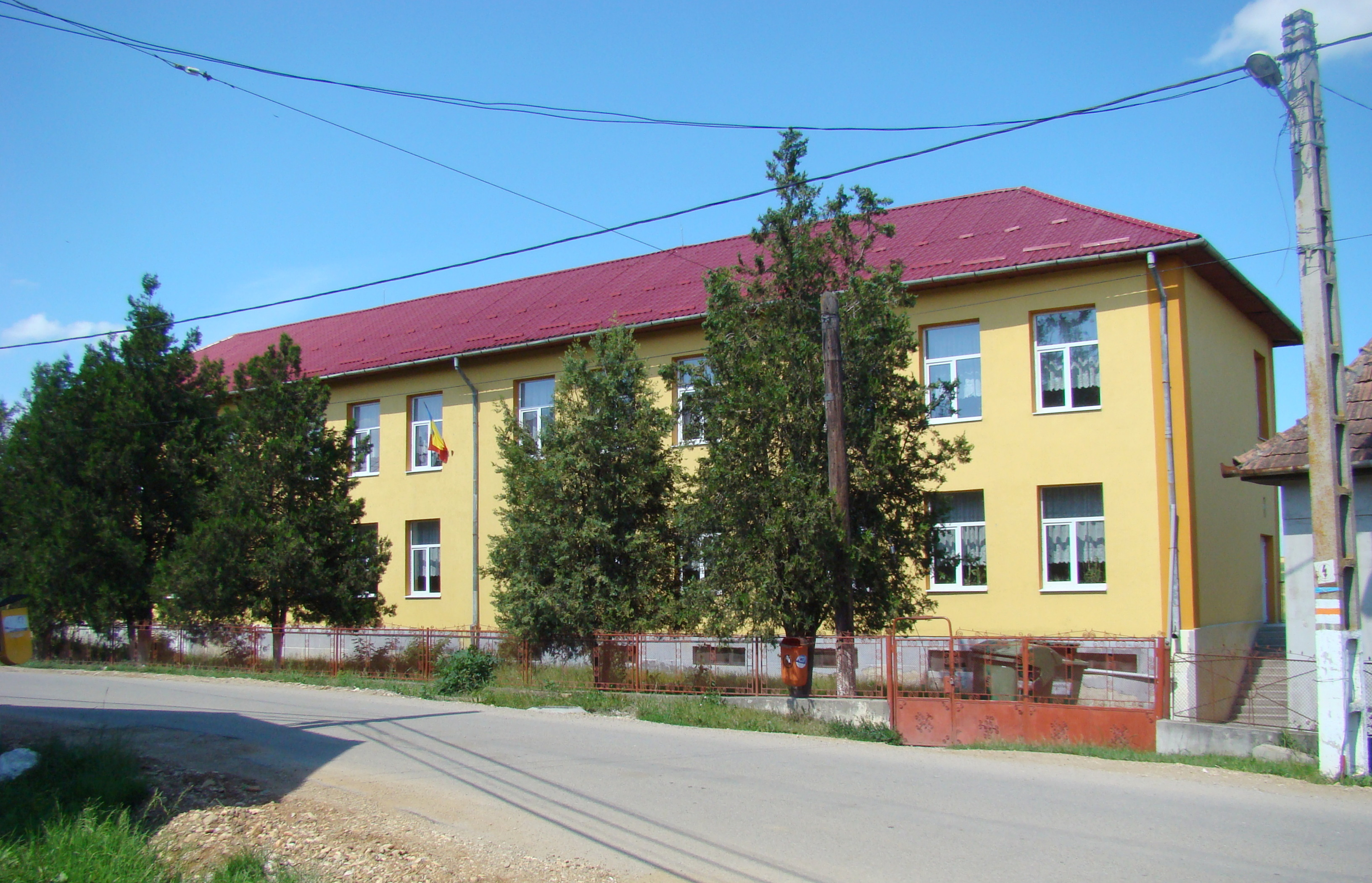
Școala
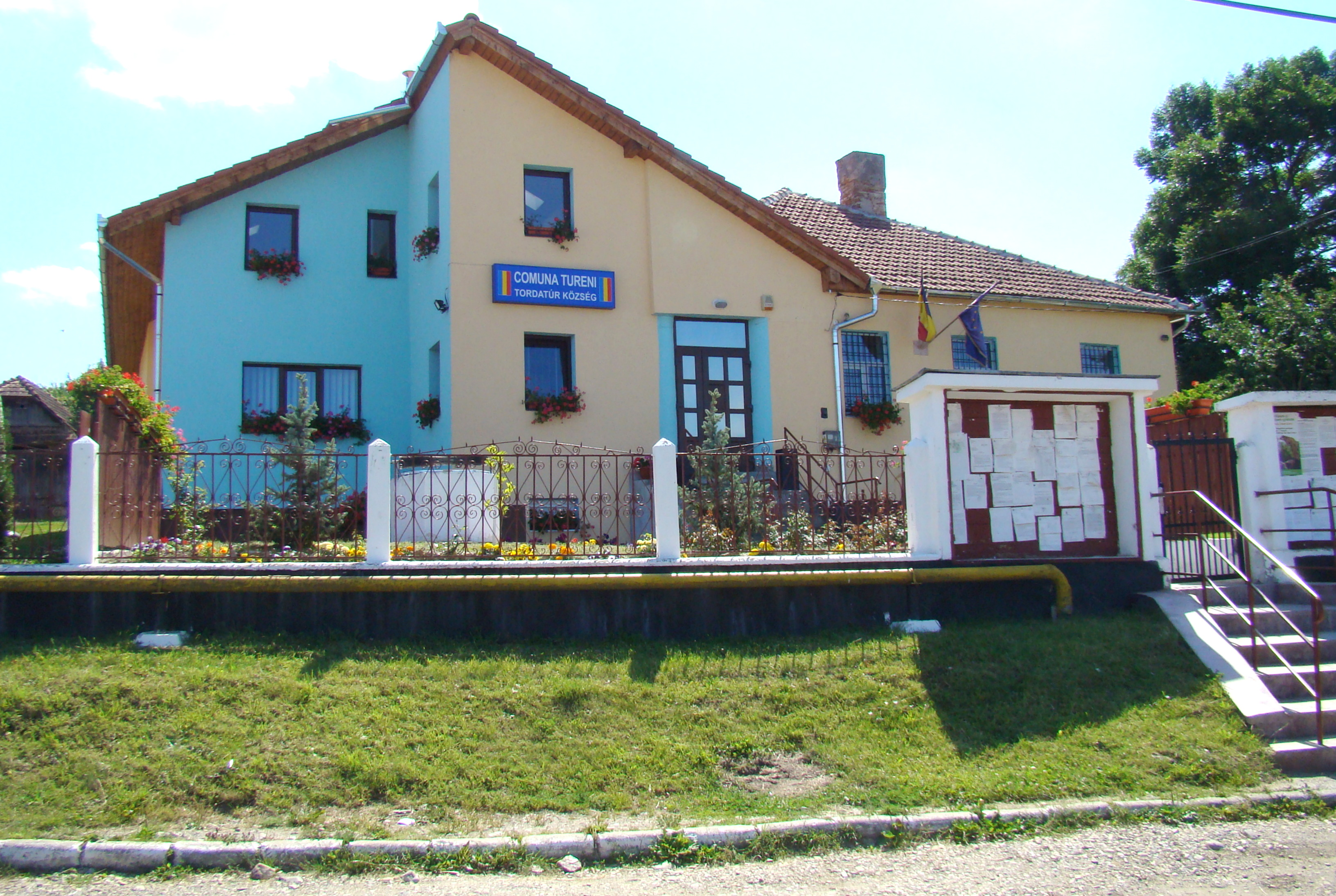
Primăria
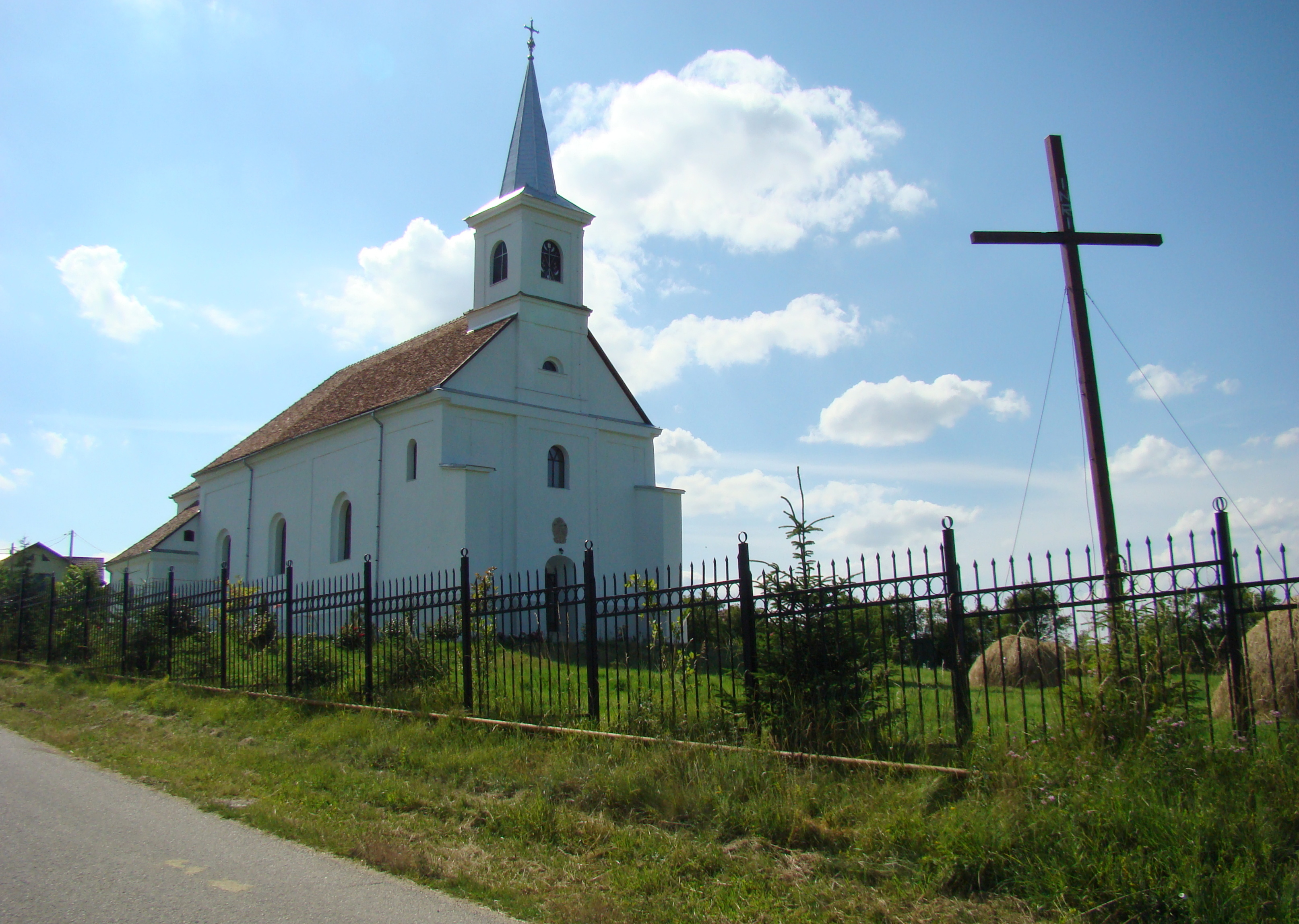
Biserica romano-catolică
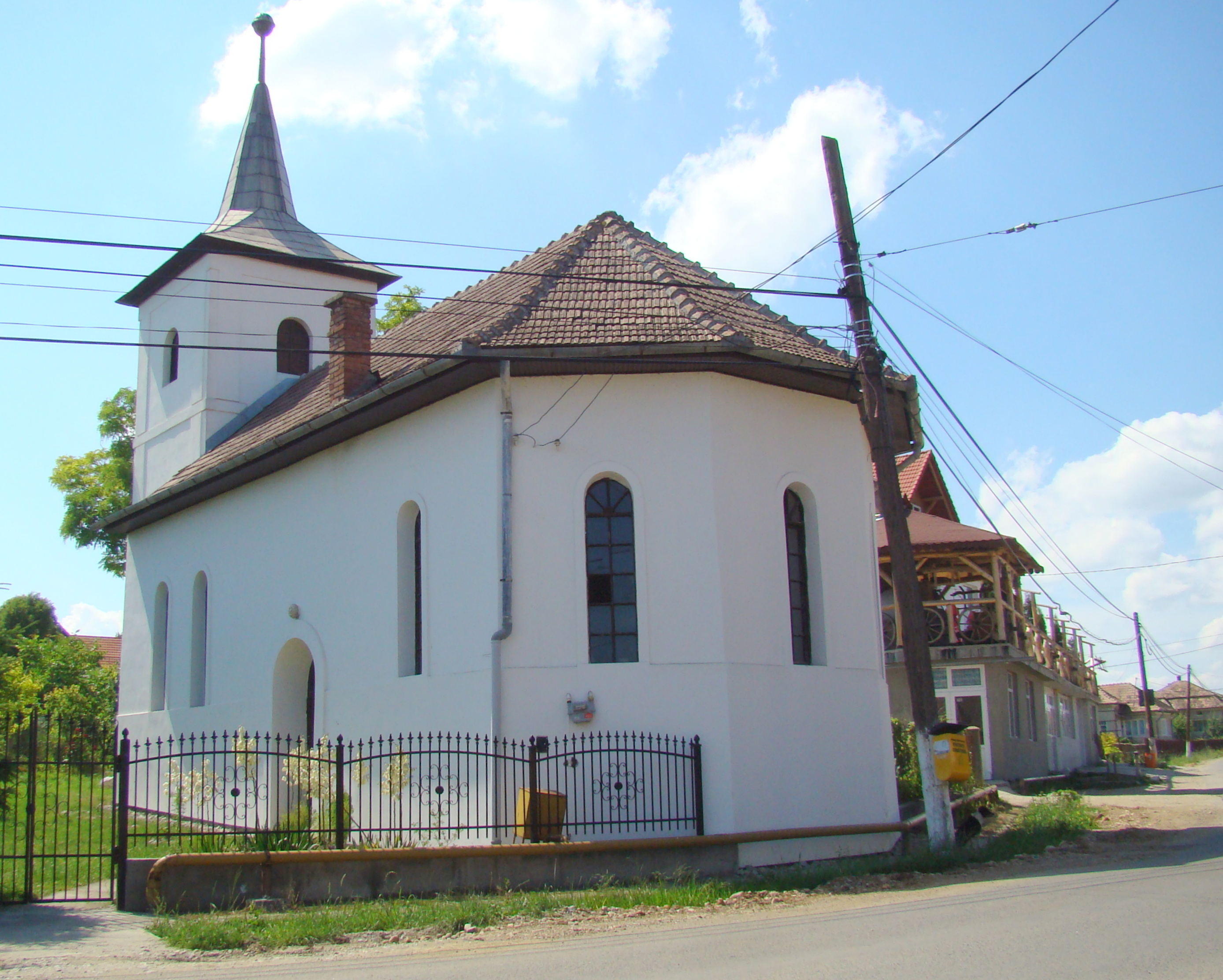
Biserica unitariană (1906)
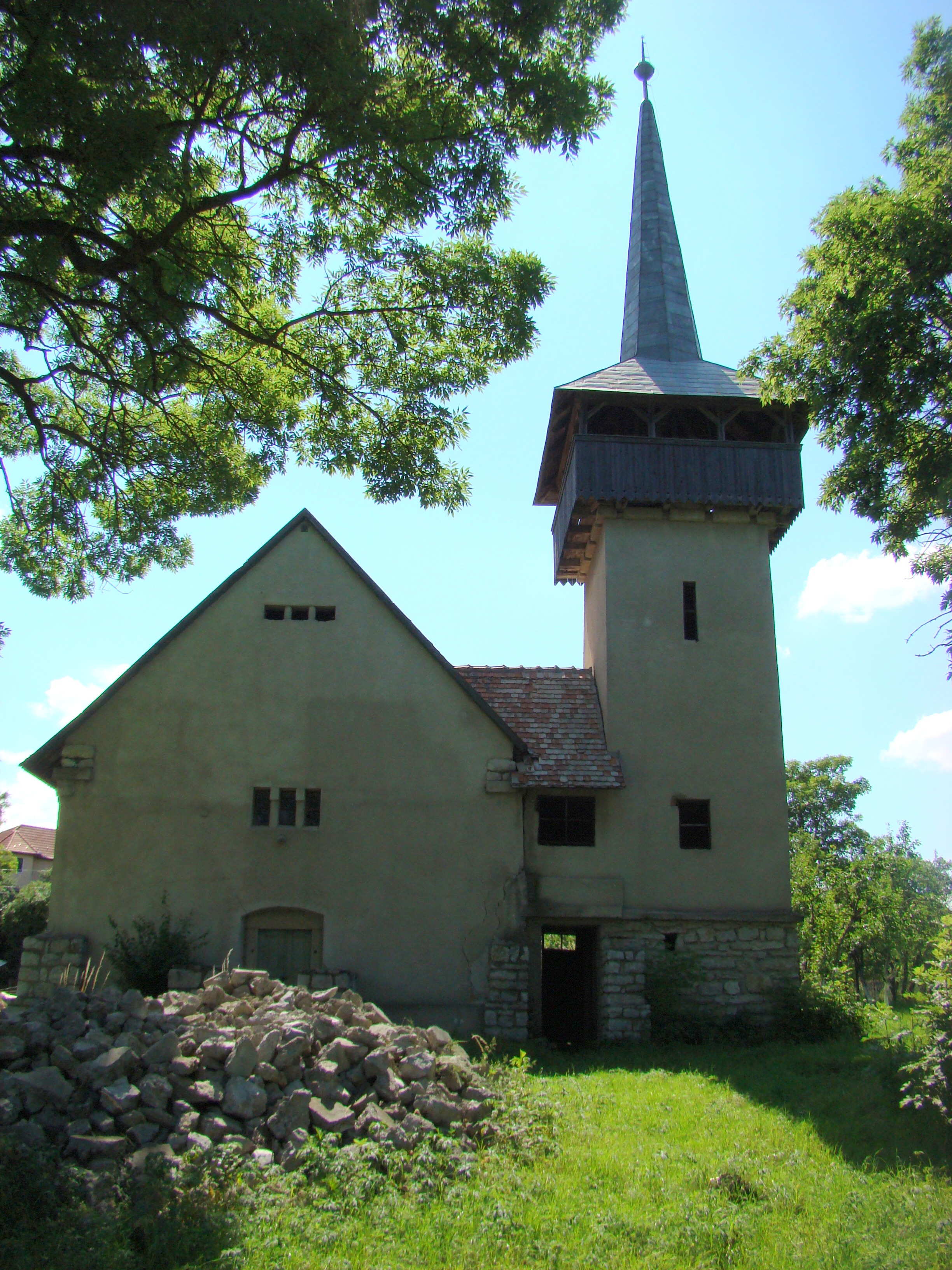
Biserica reformată
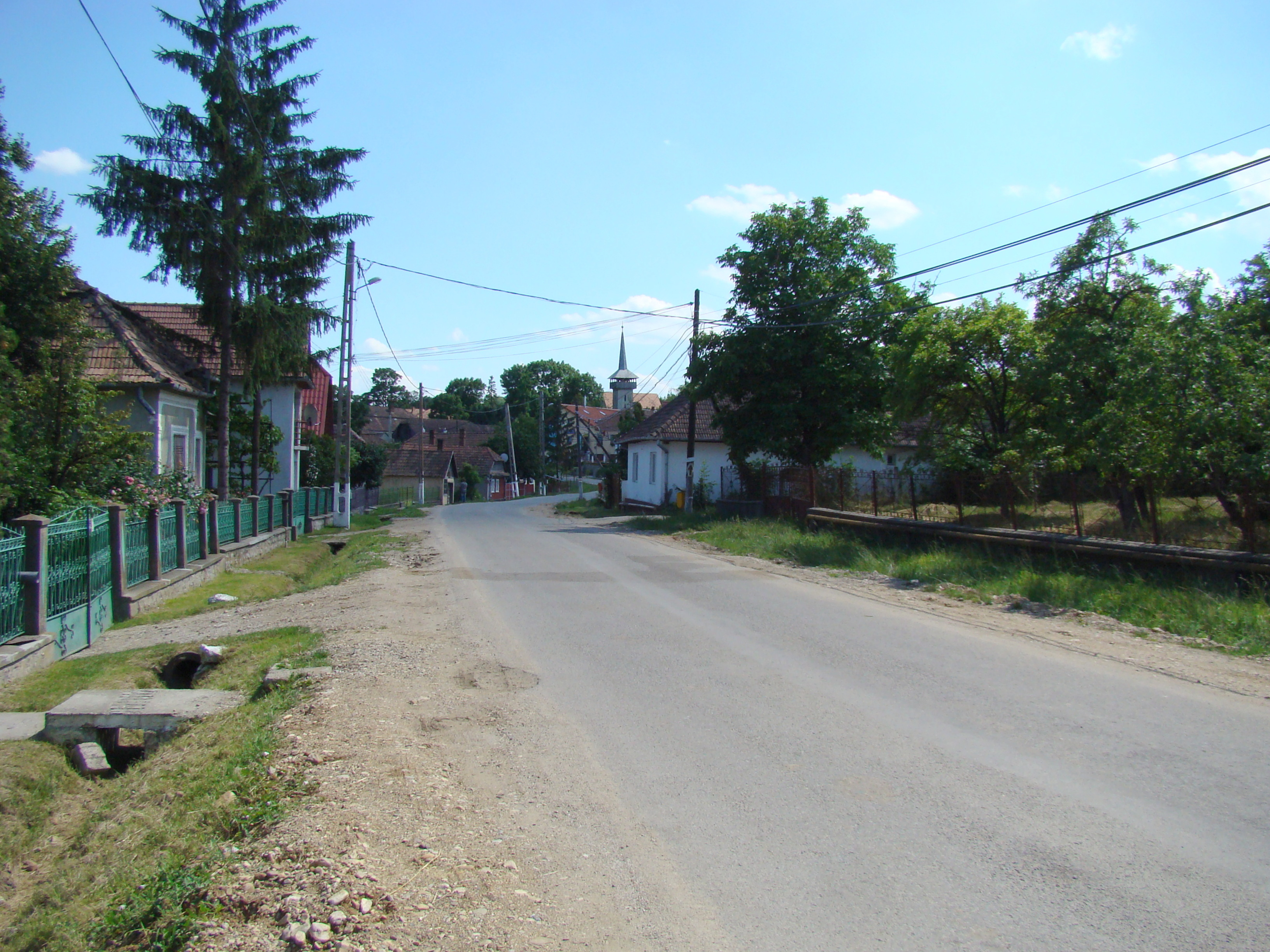
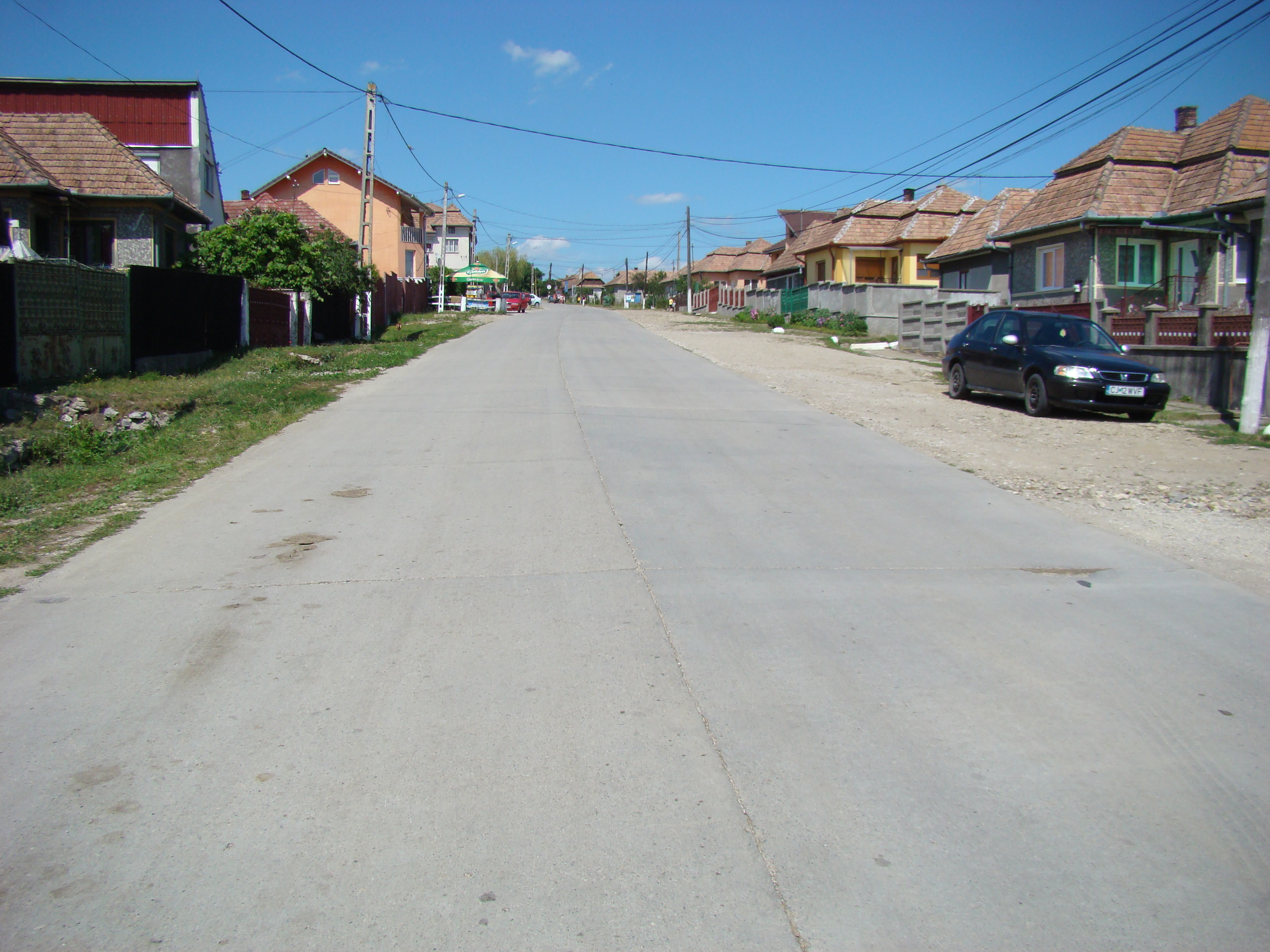
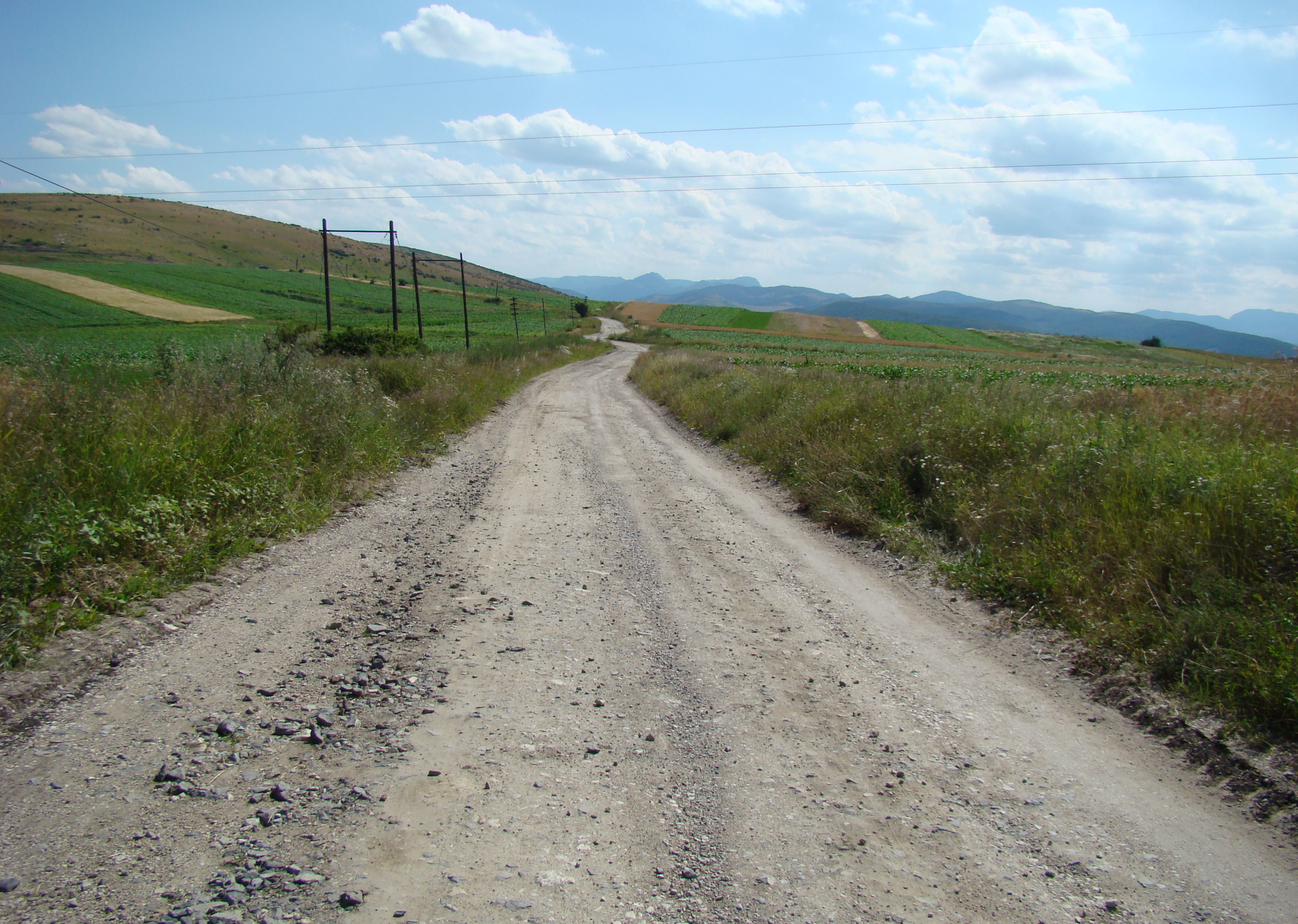
Drumul Tureni-Petreștii de Jos
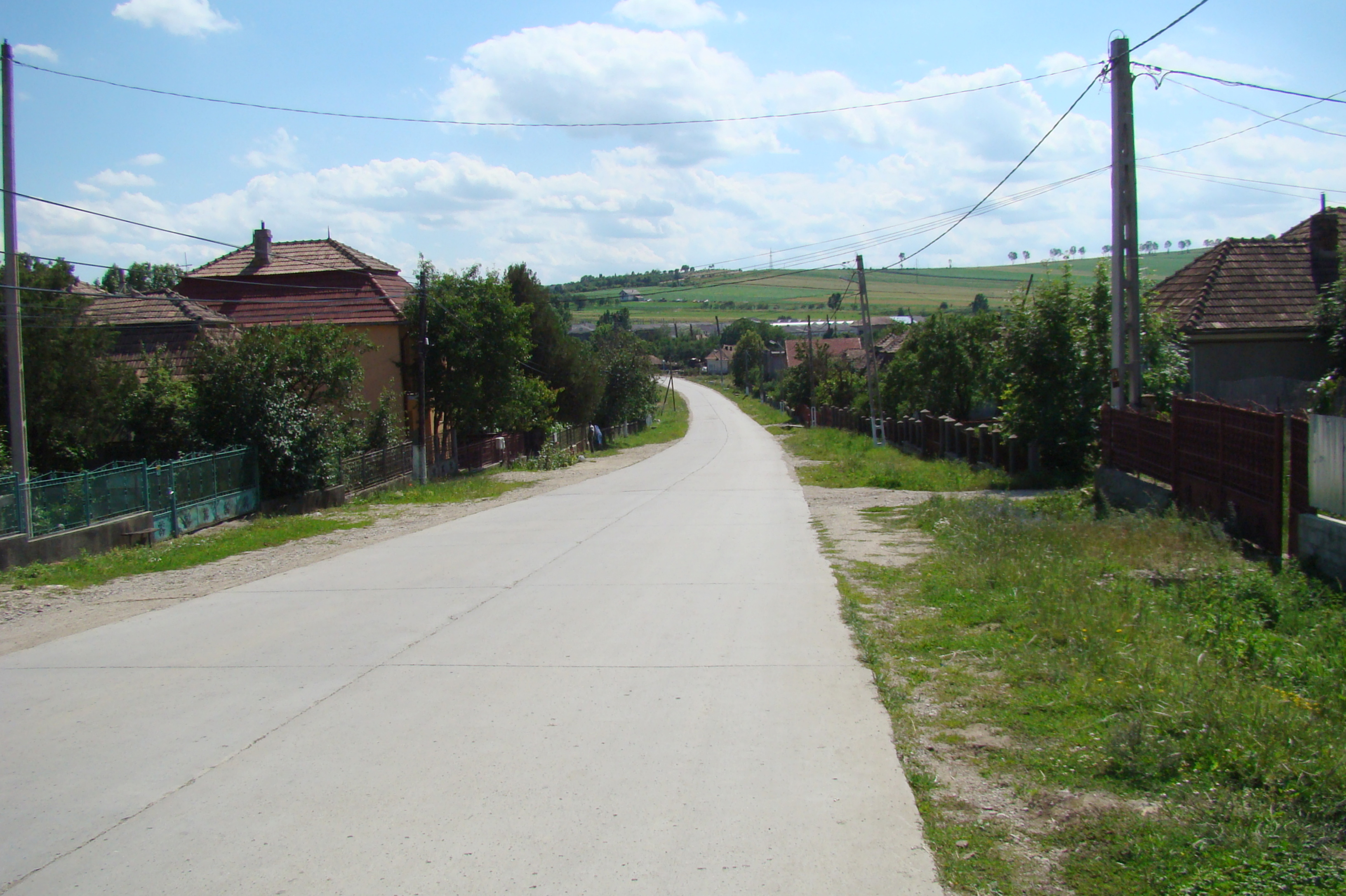